# Rita Kernn-Larsen
Rita Kernn-Larsen (Hillerød, 1 de janeiro de 1904 - Copenhaga, 10 de abril de 1998) foi uma pintora surrealista dinamarquesa.